# GNOME SlackBuild
Pour les articles homonymes, voir GSB.
GNOME SlackBuild (GSB) est un environnement de bureau GNOME à l'intention de la distribution Linux Slackware. Comme depuis 2005 Slackware n'inclut plus GNOME dans sa distribution, GNOME SlackBuild était une option pour ceux qui souhaitent l'utiliser. Le projet est inactif depuis 2014. Un alternatif est Dropline GNOME.